# Shun Hing Square

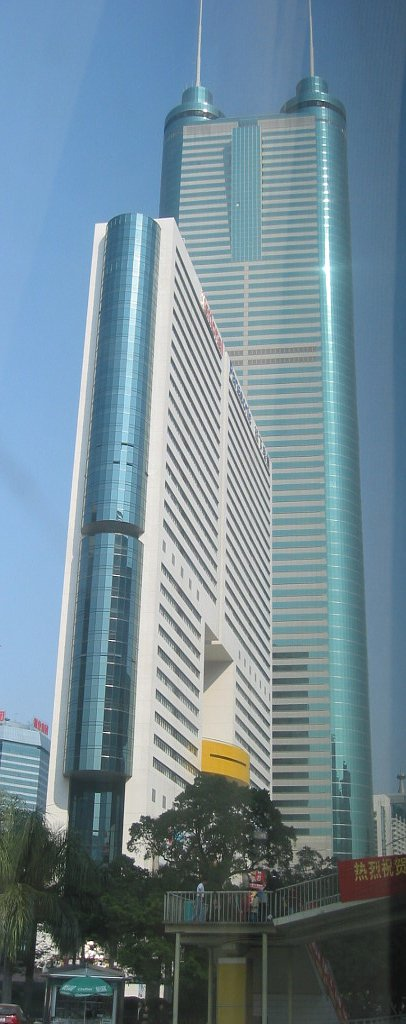
Shun Hing Square

Shun Hing Square este o clădire de 69 de etaje cu o înălțime de 384 m și este situată în Shenzhen, China.